# Antonio Cruz Suárez
Antonio Cruz Suárez (Úbeda; 15 de julio de 1952) es un biólogo y carcinólogo español.

## Biografía
Estudió Ciencias Biológicas en la Universidad de Barcelona, donde se doctoró en 1990. Miembro de la Asociación Española de Entomología, de la Institució Catalana d´Història Natural y de la Société Française d’Histoire Naturelle. De convicción cristiana evangélica, es un fiel seguidor de la teoría del diseño inteligente opuesto al neodarwinismo (Cruz, 2015).
Se ha especializado en el estudio de los isópodos terrestres de la península ibérica y Baleares.

## Géneros y especies descritas
- Alpioniscus escolai
- Armadillidium espanyoli
- Armadillidium pretusi
- Armadillidium serrai
- Eluma tuberculata
- Haplophthalmus alicantinus
- Haplophthalmus chisterai
- Haplophthalmus valenciae
- Parachaetophiloscia
- Parachaetophiloscia levantina
- Porcellio balearicus
- Porcellio turolensis
- Spelaeonethes castellonensis
- Trichoniscoides calcaris
- Trichoniscoides pitarquensis
- Trichoniscoides serrai
- Troglonethes
- Troglonethes aurouxi

## Epónimos
- Armadillidium cruzi